# Usine d'Oxford
L'usine d'Oxford, située à Cowley (et souvent simplement désignée par ce nom) au sud-est d'Oxford en Angleterre, appartient au constructeur allemand BMW, et est le centre de montage de la gamme de voitures Mini. L'usine forme le triangle de production de la Mini avec l'usine de Hams Hall où les moteurs sont fabriqués et l'usine de Swindon où les carrosseries sont pressées et certains sous-ensembles construits.
Le site de Cowley avait trois usines de fabrication, séparées par l'est de la Oxford Ring Road et la route B480. Le site actuel de l'usine d'Oxford fut l'usine de fabrication de carrosseries de voitures de la Pressed Steel Company, connue plus tard comme Pressed Steel Fisher, fondée en 1926. Les usines sud et nord étaient à l'origine des usines Morris Motors qui firent ensuite partie de Austin Rover Group (en) et, enfin, de Rover Group (en). Tout le site fut réorganisé dans les années 1990, et il ne reste actuellement que la partie originellement occupée par la Pressed Steel.

## Histoire
En 1912, William Morris acheta l'ancien Collège militaire d'Oxford à Cowley.[citation nécessaire] Déplaçant son entreprise sur le nouveau site, dès 1914 Morris y implanta la production de masse style Henry Ford au Royaume-Uni, en construisant ce qui est affectueusement connu comme "The old tin shed" (l'ancien Hangar d'étain). Pour améliorer l'efficacité de la production, la Great Western Railway ouvrit la gare Morris Cowley (en) pour faciliter les déplacements de milliers de travailleurs à l'usine. En 1933 fut construite une gare de triage de marchandises à côté de la Wycombe Railway (en) pour apporter les fournitures dans l'usine et distribuer les véhicules complétés. Cette gare de triage existe encore aujourd'hui et sert l'usine de fabrication actuelle, bien que le chemin de fer vers High Wycombe eut disparu depuis longtemps.
Cowley devenant un énorme centre industriel, il attira nombre de travailleurs au cours de la Grande Dépression. Cela entraîna le besoin de nouveaux logements, notamment à partir des années 1920 Florence Parc, construit principalement par des propriétaires. Comme beaucoup d'industriels de l'époque, Morris voulait s'occuper de l'ensemble de la vie de ses travailleurs, et développa le Morris Motors Athlétic & Social Club sur Crescent Road, qui existe encore aujourd'hui.

### La Seconde Guerre mondiale

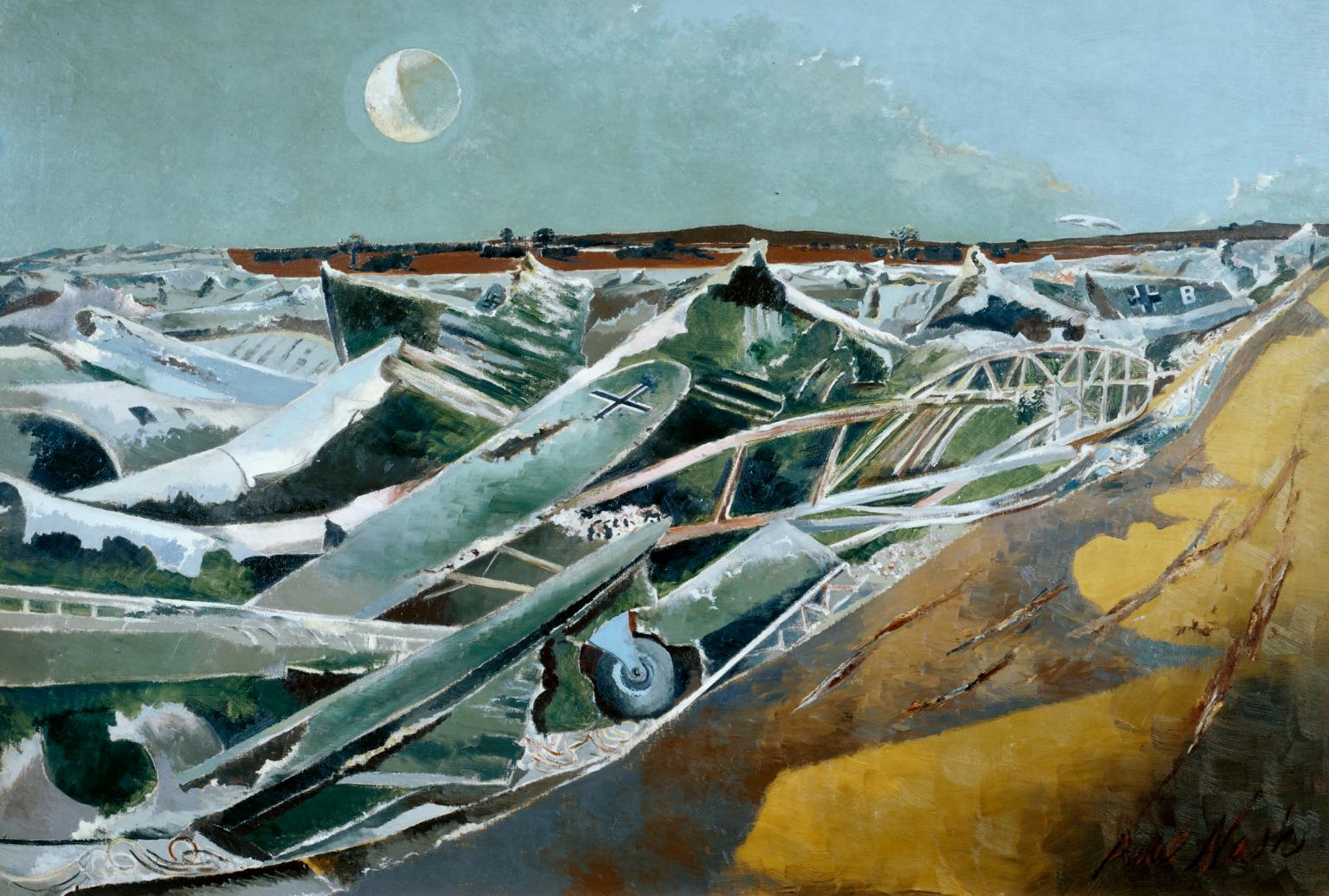
Totes Meer (la "mer des morts"), tableau représentant le dépôt des épaves d'avion.

Approché en 1935 par le Ministère de l'Air sur les capacités de l'usine à produire des avions, de la capacité supplémentaire fut construite dans l'usine, par le plan des usines de l'ombre à partir de 1937. Au cours de la Seconde Guerre mondiale , l'usine produisit l'avion de formation De Havilland DH.82 Tiger Moth. La "No 1 Metal and Produce Recovery Depot" gérée par la Civilian Repair Organisation (en) fut également implantée sur le site et chargée de recycler les avions écrasés ou endommagés, y compris le traitement des épaves des avions ennemis de la Luftwaffe.
L'artiste Paul Nash peignit Totes Meer, se basant sur des esquisses qu'il fit du dépôt de récupération.

### Après la guerre
Malgré une succession de fusions et changements de nom, "Morris" est encore souvent utilisé comme nom de l'usine.
Une brève chronologie de l'usine :
- En 1952, la Nuffield Organisation, (la société mère de Morris Motors) fusionne avec l'Austin Motor Company pour former la British Motor Corporation (BMC).
- En 1966, BMC fusionne avec Jaguar pour créer la British Motor Holdings (en) (BMH).
- En 1968, BMH fusionne avec Leyland Motors pour devenir British Leyland (BL), "Austin-Morris" devient le nom de la division de production de voitures de masse de la BL.
- En 1982, à la suite de nombreuses restructurations dues à la faillite et à la nationalisation de 1975, BL renomme sa division de production de voitures de masse Austin Rover (en). La production Morris Ital est déplacée à Longbridge, marquant la fin de la production de voitures siglées Morris à Cowley.
- En 1986, BL est re-privatisé et renommé  Groupe Rover (en), la marque Austin est abandonnée et seules les marques Land Rover, Rover et MG survivent.
- En 1994, le Groupe Rover est repris par BMW.
- En 2000, BMW démantèle le Groupe Rover (désinvestissement des usines de Solihull (en) et Longbridge), mais conserve l'usine de Cowley pour la fabrication des MINI et la renomme Usine d'Oxford.

Au début des années 1970, plus de 20 000 personnes travaillaient à Cowley aux vastes usines British Leyland et Pressed Steel Fisher. Après la réorganisation, la PSF devint une partie d'Austin Rover (en), tandis que la partie Unipart fut emportée dans un rachat par la direction, mais garda toujours son siège social mondial situé à côté de la piscine de l'usine Morris. Comme pour le reste de l'entreprise, l'action syndicale fut élevée et une succession d'équipes de gestion essayèrent en vain de conduire la réforme de l'industrie automobile britannique. Les travailleurs locaux devinrent bien connus pour refuser les baisses de salaire et se regrouper en syndicats avec des militants nationaux de la trade union, y compris Alan Thornett, trostskyste local.
Énormément de rationalisation eut lieu à l'usine au début des années 1980, BL restructurant ses opérations de fabrication à la lumière du rapport  Ryder. La production de l'Austin Maxi se termina en 1980, pour faire place à la Triumph Acclaim à base Honda, tandis que la production de la gamme Princess fut réduite pour faire de la place pour la Rover SD1 l'année suivante, à la suite de la fermeture des lignes de production de voitures à Solihull. Toutes les futures grandes Rover seraient donc construites à Cowley jusqu'à ce que BMW revende l'entreprise en 2000.
La marque Morris fut abandonnée en 1984, lorsque la production de la Morris Ital (en) construite à Longbridge fut arrêtée après avoir été transférée depuis Cowley en septembre 1982, deux ans après son lancement. La raison du transfert de l'Ital de Cowley était de faire de la place pour les Austin Maestro et Montego, qui furent lancées en mars 1983 et avril 1984 respectivement, poursuivant la production jusqu'en décembre 1994, bien que la production fut progressivement diminuée après 1989 à la suite du lancement des modèles Rover 200 et 400 construits à Longbridge.
Propriétaire de Rover Group (en), British Aerospace convint d'un partenariat avec Honda qui prit une participation de 20 % dans la société en contrepartie du développement conjoint des nouvelles Rover 600 et 800, toutes deux produites à Cowley. La Série 800 fut lancée à la mi-1986 (et rajeunie au début de 1992;), un an avant le lancement de la Série 600.
En dépit d'un record des ventes de plus de 2.300.000 voitures neuves au Royaume-Uni en 1989, la baisse de la demande pour la Série 800 entraîna 1.800 suppressions d'emplois à Cowley, annoncés en octobre la même année.
En 1992, British Aerospace revendit l'ensemble du site au groupe immobilier Arlington Securities, lui-même plus tard revendu au groupe australien Macquarie Goodman, actuellement Goodman Group, et la majeure partie de l'ancien site fut démolie.
Le 31 janvier 1994, BAe annonça la vente de ses 80 % d'actions du Rover Group à BMW. Le 21 février, Honda annonça la vente de sa part de 20 % de Rover Group, entraînant des problèmes à la chaîne d'approvisionnement qui était fortement tributaire de Honda. BMW investit massivement dans Rover, et en particulier à l'usine de Cowley, qui devint le centre de production de la nouvelle Rover 75 à la fin de 1998.

## Modèles produits
Morris Motors/BMC/British Leyland/Austin Rover/Rover Group

- Morris Oxford bullnose (1913-1916, 1919-1926)
- Morris Cowley bullnose (1915-1920, 1919-1926)
- Morris Oxford flatnose (1926-1930)
- Morris Cowley flatnose (1926-1931)
- Morris Oxford Empire models (1926-1929)
- Morris Six (1927-1929)
- Morris Minor (1928-1934)
- Morris Oxford Six (1929-1935)
- Morris Isis (1929-1935)
- Morris Major (1930-1933)
- Morris Cowley Twelve (1931-1934)
- Morris Ten (1932-1935, 1935-1937, 1937-1948)
- Morris Twelve (1934-1935, 1935-1937, 1937-1948)
- Morris Cowley Six (1934-1935)
- Morris 8 (1935-1938, 1938-1948)
- Morris Fourteen Six (1935-1939)
- Morris Fifteen Six (1935-1939)
- Morris Big Six (1935-1939)
- Morris Minor (1948–71)
- Morris Six MS (1948-1953)
- Morris Oxford MO (1948-1954)
- Morris Cowley vans and pickups (1950-1956, 1956-1962)
- Morris Cowley (1954-1959)
- Morris Oxford series II (1954-1956)
- Morris Isis (1955-1958)
- Morris Oxford series III (1956-1959)
- Morris Oxford Farina (1959-1971)
- Morris 1100 (1962-1974) and variants
- Austin Maxi (1969–81)
- Morris Marina (1971–80)
- 18–22 series/Princess (1975–81)
- Morris Ital (1980–82)
- Triumph Acclaim (1981–84)
- Austin Ambassador (1982–84)
- Rover SD1 (1982–86)
- Austin Maestro (1983–94)
- Austin Montego (1984–94)
- Rover 800-series (1986–99)
- Rover 600-series (1993–99)
- Rover 75 (1999–2000)

Pressed Steel Fisher (carrosseries de voitures uniquement)
(pressages seulement)
- Rolls-Royce Silver Dawn[7]
- Rolls-Royce Silver Cloud[8]
- Rolls-Royce Silver Shadow[9]
- Rolls-Royce Silver Spirit[9]

(carrosseries complètes)
- beaucoup d'autres

Honda
- Honda Legend (1986-1988)

BMW
- Mini Hatch, Cabriolet et Clubman (2001–présent)
- Mini Coupé et Roadster (2011–2015)

## L'usine d'Oxford aujourd'hui

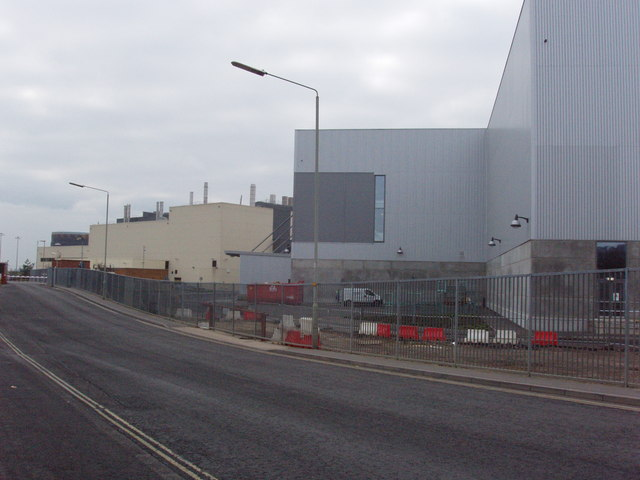
Face Sud-est de l'Usine d'Oxford

En 2000, BMW démonta le Rover Group, vendant MG Rover et ses produits au consortium Phoenix pour la somme symbolique de 10 £, incluant l'usine de Longbridge.
BMW accepta de réaménager l'ensemble du site de Cowley avec le Goodman Group, démolissant une grande partie de l'usine afin de créer une nouvelle usine appelée l'Usine d'Oxford. Les parties résiduelles de l'ancien site de Morris Motors furent regroupées dans un projet de réaménagement appelé Oxford Business Park, qui abrite aujourd'hui les bureaux de nombreuses entreprises, parmi lesquelles : le siège européen de Harley-Davidson Motos ; le siège mondial de l'aide internationale caritative Oxfam ; Wiley-Blackwell ; Royal Mail ; HM Revenue and Customs, et un grand centre de remise en forme David Lloyd.
L'usine d'Oxford produit maintenant la nouvelle Mini, construite par BMW depuis mai 2001. C'est le plus grand employeur industriel de l'Oxfordshire.[citation nécessaire] En février 2009, 850 licenciements furent annoncés, entraînant le bombardement des patrons de syndicats (à la nourriture) par le personnel en colère qui estima qu'ils n'avaient pas fait assez pour essayer de sauver leurs emplois.
Des visites de groupe de l'usine sont proposées et doivent être réservées au préalable.
En octobre 2015, deux épisodes de la série construire des Voitures y furent filmés.

### Chiffres de production
Volumes de production de tous les modèles Mini produits à l'Usine d'Oxford.
|                      | 2011    | 2010    | 2009    | 2008    | 2007    | 2006    | 2005    | 2004    | 2003    | 2002    | 2001  |
| -------------------- | ------- | ------- | ------- | ------- | ------- | ------- | ------- | ------- | ------- | ------- | ----- |
| Volume de Production | 191 475 | 216 301 | 213 670 | 235 018 | 237 700 | 186 674 | 200 119 | 189 492 | 174 366 | 160 000 |       |
| Effectifs            | 3 448   | 3 795   |         | 4 471   | 5 253   | 4 922   |         |         |         | 6 108   | 4 930 |

Les effectifs présentés ici comprennent le personnel temporaire.
Ces chiffres excluent les chiffres de production de la Mini Countryman et de la Mini Paceman, qui sont fabriquées en Autriche. Depuis 2014, la 3e génération de la Mini « hatch » et « cabriolet » furent assemblés par VDL Nedcar aux Pays-Bas.